# Lynn Simpson
Lynn Simpson (Lynn Reys) (sinh 16 tháng 2 năm 1971 ở Scarborough, North Yorkshire) là một vận động viên canoe slalom Anh thi đấu từ cuối thập niên 1980 đến cuối thập niên 1990. Cô giành được 4 huy chương ở Giải canoe slalom vô địch thế giới với một huy chương vàng (K1: 1995), một huy chương bạc (đồng đội K1: 1995), và hai huy chương đồng (đồng đội K1: 1993, 1997). Cô cũng giành chức vô địch thế giới trong 3 mùa liên tiếp từ 1994 đến 1996.
Simpson cũng tham gia ở hai kì Thế vận hội Mùa hè, đạt được thành tích tốt nhất là vị trí thứ 10 ở nội dung K1 ở Barcelona năm 1992.

## World Cup individual podiums
| Mùa giải | Ngày                | Địa điểm        | Vị thứ | Nội dung |
| -------- | ------------------- | --------------- | ------ | -------- |
| 1993     | 18 tháng 7 năm 1993 | La Seu d'Urgell | thứ 1  | K1       |
| 1993     | 25 tháng 7 năm 1993 | Lofer           | thứ 1  | K1       |
| 1993     | 21 tháng 8 năm 1993 | Minden          | thứ 1  | K1       |
| 1994     | 26 tháng 6 năm 1994 | Nottingham      | thứ 3  | K1       |
| 1994     | 3 tháng 7 năm 1994  | Augsburg        | thứ 1  | K1       |
| 1994     | 18 tháng 9 năm 1994 | Asahi, Aichi    | thứ 1  | K1       |
| 1995     | 9 tháng 7 năm 1995  | Mezzana         | thứ 1  | K1       |
| 1995     | 16 tháng 7 năm 1995 | Lofer           | thứ 2  | K1       |
| 1995     | 1 tháng 10 năm 1995 | Ocoee           | thứ 1  | K1       |
| 1996     | 9 tháng 6 năm 1996  | La Seu d'Urgell | thứ 1  | K1       |
| 1996     | 29 tháng 9 năm 1996 | Três Coroas     | thứ 1  | K1       |
| 1997     | 6 tháng 7 năm 1997  | Bratislava      | thứ 1  | K1       |